# Żabieniec (powiat Garwoliński)
Żabieniec is een dorp in het Poolse woiwodschap Mazovië, in het district Garwoliński. De plaats maakt deel uit van de gemeente Parysów. Żabieniec ligt 54 km ten zuidoosten van de Poolse hoofdstad Warschau.